# Coirós
Coirós ist eine spanische Gemeinde in der Autonomen Gemeinschaft Galicien. Coirós ist auch eine Stadt und eine Parroquia. Der Verwaltungssitz der Gemeinde ist Coirós de Arriba. Die 1.931 Einwohner (Stand: 2024), leben auf einer Fläche von 33,60 km2, 76,6 km von der Provinzhauptstadt A Coruña entfernt.

## Bevölkerungsentwicklung der Gemeinde
Quelle: INE-Archiv – grafische Aufarbeitung für Wikipedia

## Gemeindegliederung
Die Gemeinde Coirós ist in sechs Parroquias gegliedert:
| Parroquias           | Patrozinium  | Einwohner 2024 | Fläche km² | Dichte Einw./km² | Höhe msnm | Ortskennzahl |
| -------------------- | ------------ | -------------- | ---------- | ---------------- | --------- | ------------ |
| Armea                | San Vicente  | 64             | 1,32       | 48               | 106       | 15027010000  |
| Coirós               | San Xulián   | 612            | 6,47       | 95               | 219       | 15027020000  |
| Colantres            | San Salvador | 305            | 2,25       | 136              | 110       | 15027030000  |
| Santa Mariña de Lesa | Santa Mariña | 300            | 4,16       | 72               | 143       | 15027040000  |
| Santa María de Ois   | Santa María  | 467            | 14,31      | 33               | 297       | 15027050000  |
| Santiago de Ois      | Santiago     | 175            | 5,18       | 34               | 223       | 15027060000  |

## Wirtschaft
| Ackerbau, Viehzucht und Fischerei                                                  | 037 | 04,99  |
| Industrie                                                                          | 089 | 011,99 |
| Bauwirtschaft                                                                      | 060 | 08,09  |
| Dienstleistungsbetriebe                                                            | 556 | 074,93 |
| Total                                                                              | 742 | 100,00 |
| * Daten aus dem Statistischen Amt für Wirtschaftliche Entwicklung in Galicien, IGE |     |        |